# Edward Downes
Sir Edward Thomas Downes (ur. 17 czerwca 1924 w Birmingham, zm. 10 lipca 2009) – brytyjski dyrygent.

## Życiorys
Studiował filologię rosyjską na University of Birmingham (1941–1944), następnie uczył się gry na rogu w Royal College of Music w Londynie (1944–1946). W latach 1948–1950 przebywał na stypendium w Zurychu, gdzie pobierał lekcje dyrygentury u Hermanna Scherchena. W latach 1950–1952 był zastępcą dyrygenta Carl Rosa Opera. Od 1952 do 1969 roku dyrygował w londyńskim Covent Garden Theatre. W 1963 roku dokonał pierwszego w zachodniej Europie wystawienia Katarzyny Izmajłowej Dmitrija Szostakowicza. Poprowadził prapremierowe przedstawienia oper Victory Richarda Rodneya Bennetta (1970) i Taverner Petera Maxwella Daviesa (1972). Od 1972 do 1976 roku pełnił funkcję dyrektora muzycznego Australian Opera w Sydney. W 1973 roku poprowadził wykonanie Wojny i pokoju Siergieja Prokofjewa na uroczystości otwarcia nowego gmachu Sydney Opera House. W latach 1980–1991 dyrygował BBC Northern Symphony Orchestra w Manchesterze. W 1991 roku został głównym dyrygentem i dyrektorem muzycznym Covent Garden Theatre.
Dokonał samobójstwa wspomaganego wraz z żoną w szwajcarskiej klinice Dignitas.
Komandor Orderu Imperium Brytyjskiego (1986). W 1991 roku otrzymał tytuł szlachecki. W 1992 roku Royal Philharmonic Society przyznało mu tytuł Dyrygenta Roku.
Przetłumaczył na język angielski libretta oper Chowańszczyzna Modesta Musorgskiego, Wojna i pokój Siergieja Prokofjewa oraz Katarzyna Izmajłowa i Nos Dmitrija Szostakowicza.